# Bahamy na Letnich Igrzyskach Olimpijskich 2020
Bahamy na Letnich Igrzyskach Olimpijskich 2020 – występ kadry sportowców reprezentujących Bahamy na igrzyskach olimpijskich, które odbyły się w Tokio w Japonii, w dniach 23 lipca - 8 sierpnia 2021 roku.
Reprezentacja Bahamów liczyła piętnaścioro zawodników - sześciu mężczyzn oraz dziewięć kobiet, którzy wystąpili w 2 dyscyplinach.
Był to siedemnasty start tego kraju na letnich igrzyskach olimpijskich.

## Zdobyte medale
| Medal | Zawodnik            | Dyscyplina    | Konkurencja            | Rezultat | Data       |
| ----- | ------------------- | ------------- | ---------------------- | -------- | ---------- |
| Złoto | Steven Gardiner     | Lekkoatletyka | Bieg na 400 m mężczyzn | 43,85    | 5 sierpnia |
| Złoto | Shaunae Miller-Uibo | Lekkoatletyka | Bieg na 400 m kobiet   | 48,36    | 6 sierpnia |

## Reprezentanci

### Lekkoatletyka
Mężczyźni
| Zawodnik          | Konkurencja   | Eliminacje | Eliminacje | Runda 1 | Runda 1 | Półfinał | Półfinał | Finał | Finał   |
| Zawodnik          | Konkurencja   | Czas       | Miejsce    | Czas    | Miejsce | Czas     | Miejsce  | Czas  | Miejsce |
| ----------------- | ------------- | ---------- | ---------- | ------- | ------- | -------- | -------- | ----- | ------- |
| Samson Colebrooke | Bieg na 100 m | BYE        | BYE        | 10,33   | 44.     | NQ       | NQ       | NQ    | NQ      |
| Steven Gardiner   | Bieg na 400 m | N/A        | N/A        | 45,05   | 7. Q    | 44,14    | 3. Q     | 43,85 | złoto   |
| Alonzo Russell    | Bieg na 400 m | N/A        | N/A        | 45,51   | 21. q   | 46,04    | 23.      | NQ    | NQ      |

| Zawodnik      | Konkurencja | Kwalifikacje | Kwalifikacje | Finał    | Finał   |
| Zawodnik      | Konkurencja | Wysokość     | Miejsce      | Wysokość | Miejsce |
| ------------- | ----------- | ------------ | ------------ | -------- | ------- |
| Jamal Wilson  | Skok wzwyż  | 2,17 m       | 44.          | NQ       | NQ      |
| Donald Thomas | Skok wzwyż  | 2,21 m       | 25.          | NQ       | NQ      |

Kobiety
| Zawodniczka                                                     | Konkurencja        | Runda 1 | Runda 1 | Półfinał | Półfinał | Finał | Finał   |
| Zawodniczka                                                     | Konkurencja        | Czas    | Miejsce | Czas     | Miejsce  | Czas  | Miejsce |
| --------------------------------------------------------------- | ------------------ | ------- | ------- | -------- | -------- | ----- | ------- |
| Tynia Gaither                                                   | Bieg na 100 m      | 11,34   | 29. Q   | 11,31    | 21.      | NQ    | NQ      |
| Anthonique Strachan                                             | Bieg na 200 m      | 22,76   | 14. Q   | 22,56    | 11.      | NQ    | NQ      |
| Shaunae Miller-Uibo                                             | Bieg na 200 m      | 22,40   | 6. Q    | 22,14    | 6. Q     | 24,00 | 8.      |
| Shaunae Miller-Uibo                                             | Bieg na 400 m      | 50,50   | 2. Q    | 49,60    | 4. Q     | 48,36 | złoto   |
| Devynne Charlton                                                | Bieg na 100 m ppł  | 12,84   | 12. Q   | 12,66    | 7. Q     | 12,74 | 6.      |
| Pedrya Seymour                                                  | Bieg na 100 m ppł  | 13,04   | 25. Q   | 13,09    | 22.      | NQ    | NQ      |
| Doneisha Anderson Brianne Bethel Megan Moss Anthonique Strachan | Sztafeta 4 × 400 m | DNF     | DNF     | N/A      | N/A      | NQ    | NQ      |

### Pływanie
Mężczyźni
| Zawodnik      | Konkurencja          | Eliminacje | Eliminacje | Półfinał | Półfinał | Finał | Finał   |
| Zawodnik      | Konkurencja          | Czas       | Miejsce    | Czas     | Miejsce  | Czas  | Miejsce |
| ------------- | -------------------- | ---------- | ---------- | -------- | -------- | ----- | ------- |
| Izaak Bastian | 100 m st. klasycznym | 1:01,87    | 40.        | NQ       | NQ       | NQ    | NQ      |
| Izaak Bastian | 200 m st. klasycznym | 2:17,40    | 36.        | NQ       | NQ       | NQ    | NQ      |

Kobiety
| Zawodniczka  | Konkurencja        | Eliminacje | Eliminacje | Półfinał | Półfinał | Finał | Finał   |
| Zawodniczka  | Konkurencja        | Czas       | Miejsce    | Czas     | Miejsce  | Czas  | Miejsce |
| ------------ | ------------------ | ---------- | ---------- | -------- | -------- | ----- | ------- |
| Joanna Evans | 200 m st. dowolnym | 1:58,40    | 18.        | NQ       | NQ       | NQ    | NQ      |
| Joanna Evans | 400 m st. dowolnym | 4:07,50    | 13.        | N/A      | N/A      | NQ    | NQ      |